# Copris basilewskyi
Copris basilewskyi är en skalbaggsart som beskrevs av Ferreira 1962. Copris basilewskyi ingår i släktet Copris och familjen bladhorningar. Inga underarter finns listade i Catalogue of Life.